# Ovális pajzs
Az ovális pajzs a barokk pajzsok egyik típusa, a kartus egyik szinonimája. Az alakja egyszerű ovális vagy
kör alakú. Ha barokk keretbe van helyezve, kartusnak nevezzük.

Ovális pajzs

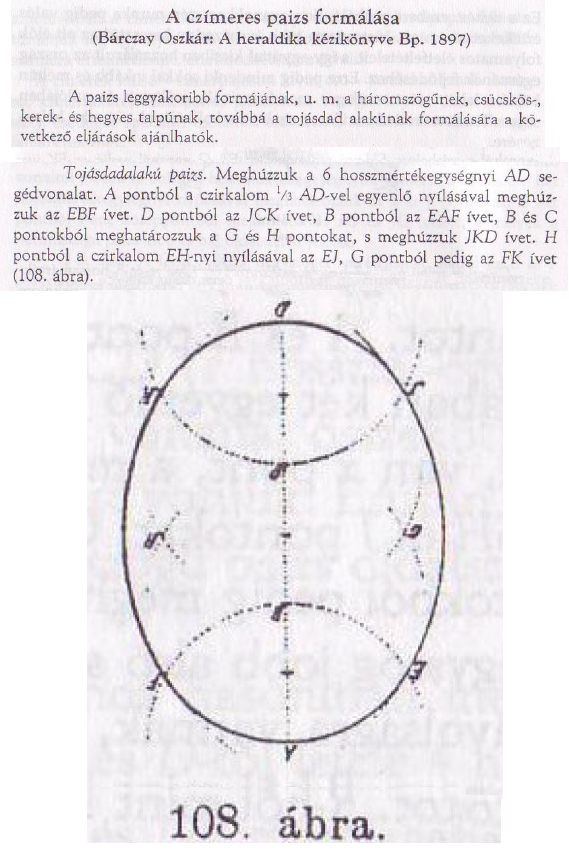
Az ovális pajzs megszerkesztése Bárczaynál

Névváltozatok: ovál vért (Nagy Iván IX. 472.), tojásdad pajzs (Forgon 90.), tojásdad gömbölyü [czimerpaizs] (Nagy Iván
II. 107.), gömbölyű pajzs (Forgon 48.), kerek pajzs (Gudenus I. 415., Gömbös 57.), körded paizs (Nagy Iván VI. 232.),
monorú paizs (Nagy Iván I. 129.),
fr: cartouche, écu oval, en: cartouche, de: Eirunder Schild, la: scutum ovale 

Rövidítések:

Az ovális pajzsok egyik előképe a kör alakú pecsétmező volt. A közigazgatás fejlődésével a köznemesi tisztségviselők is
kezdtek saját pecsétet használni, akik saját címer hiányában egyszerű természeti tárgyakat vagy más címerképeket
ábrázoltak a pecsétjükön, melyeket körbe vagy tojásdad alakba foglaltak. Mátyás alatt ezek bekerültek a 
pajzsba és címerré váltak. A 16. század végén a teret nyerő barokk jegyében bizonyos művészi értékkel rendelkező pajzsok
is létrejöttek.
Az ovális pajzsot először a nemesi származású pápák és egyházi tisztviselők használták a címerük
ábrázolására. A 17. és 18. században a nők és a férfiak is viselni kezdték. Sok országban ma is a férjezett 
nők számára van fenntartva. Az ovális pajzs fölött általában nincs sisak, sem
sisakdísz, legfeljebb rangjelölő korona, az egyházi tisztviselők címereiben pedig mitra és más egyházi
méltóságjelvények.
Később barokk kerettel is ellátták és létrejött a kartus. Németországban a barokk- és rokokó-kori ovális pajzsot néha
helytelenül olasz pajzsnak (de: italienische Schilde) is nevezik, mely azonban nem tartozik az olasz heraldika külön
jellegzetességei közé.